# Liviu-Dieter Nisipeanu
Liviu-Dieter Nisipeanu (nacido el 1 de agosto de 1976, en Brasov  Rumania) es un  Gran Maestro Internacional de ajedrez rumano. 
En junio de 2012, en la lista de la FIDE, ocupa el puesto 28º del mundo con un Elo de 2.648 y número 1 de Rumania.
Su máximo Elo es de 2.707 ,en octubre de 2005, llegando a estar el quince en el mundo.
Dotado para un estilo aventurado, casi paradójico; con frecuencia lo llaman  estudiante del estilo de  Mijaíl Tal.
Nisipeanu, en 2005, ganó el 6º Campeonato de Europa Individual de ajedrez celebrado en Polonia, con 10 puntos de 13 partidas, medio punto por delante de Teymur Rəcəbov, siendo tercero Levon Aronian.
Del 6 al 9 de abril de 2006, Nisipeanu jugó contra Topalov, por entonces Campeón Mundial de la FIDE en un encuentro amistoso a cuatro partidas. Topalov ganó por 3:1, en el Hotel Sofitel de Bucarest, capital de Rumania.  El encuentro fue organizado por la Federación Rumana.